# Maxim Mijailov
Maxim Mijáilovich Mijailov (en ruso Максим Михайлович Михайлов, 19 de marzo de 1988) es un jugador profesional de voleibol ruso, juega en posición opuesto.

## Palmarés

### Clubes
Supercopa de Rusia:
- 2010, 2011, 2012, 2015, 2016, 2017, 2018, 2020

Liga de Campeones:
- 2012, 2015, 2016, 2017, 2018
- 2011, 2019
- 2013

Campeonato de Rusia:
- 2011, 2012, 2015, 2016, 2017, 2018
- 2019, 2020
- 2013

Campeonato Mundial de Clubes:
- 2017
- 2015, 2016
- 2011, 2019

Copa de Rusia:
- 2014, 2015, 2016, 2017, 2018, 2019

### Selección nacional
Campeonato Mundial Masculino Sub-19:
- 2005

Campeonato Mundial Masculino Sub-21:
- 2005
- 2007

Campeonato Europeo Sub-21:
- 2006

Liga Mundial:
- 2011, 2013
- 2010
- 2008, 2009

Juegos Olímpicos:
- 2012
- 2020
- 2008

Copa Mundial:
- 2011

Campeonato Europeo:
- 2013, 2017

Grand Champions Cup:
- 2013

Liga de Naciones:
- 2018[1]

## Premios individuales
- 2007: Mejor servicio Campeonato Mundial Masculino Sub-21
- 2010: Mejor opuesto y anotador Liga Mundial
- 2010: Mejor opuesto Campeonato Mundial
- 2011: Mejor anotador Liga de Campeones
- 2011: MVP y mejor bloqueador Liga Mundial
- 2011: Mejor opuesto y anotador Campeonato Europeo
- 2011: Mejor anotador Campeonato Mundial de Clubes
- 2011: MVP Copa Mundial
- 2012: Mejor anotador y servicio Liga de Campeones
- 2012: MVP Campeonato de Rusia
- 2012: Mejor opuesto y anotador Juegos Olímpicos de Londres
- 2012: Mejor opuesto Copa de Rusia
- 2014: Mejor opuesto Liga de Campeones
- 2015: Mejor opuesto Liga de Campeones
- 2015: Mejor opuesto Campeonato Mundial de Clubes
- 2016: Mejor opuesto Liga de Campeones
- 2017: MVP Liga de Campeones
- 2017: MVP Campeonato Europeo
- 2018: MVP Liga de Campeones
- 2018: MVP Liga de Naciones[2]
- 2018: MVP Copa de Rusia
- 2019: MVP Copa de Rusia
- 2021: Mejor opuesto Juegos Olímpicos de Tokio

| Predecesor: · Sergey Tetyukhin (por Rusia) Río de Janeiro 2016 | Abanderado del Comité Olímpico Ruso en los JJ. OO. de verano Tokio 2020 (junto con Sofia Velíkaya) | Sucesor: A confirmar París 2024 |